# 夏禹神祠
36°20′38″N 113°36′42″E / 36.34389°N 113.61167°E
夏禹神祠位于中国山西省长治市平顺县阳高乡浊漳河畔的古村落侯壁村最高处的禹王垴上，祭祀大禹，是一处全国重点文物保护单位。

## 历史
夏禹神祠始建于元至元二年（1336年），明清有修葺。

## 建筑
祠坐北朝南，规模不大，一进院落，占地877平方米，现存山门（含倒座戏台）、正殿、配殿、厢房和耳房等建筑，其中正殿为元代建筑，山门为明代建筑，余为清代所建。
山门面阔三间，进深四椽，悬山顶，二层，上层为倒座戏台。殿前有凸字形大月台，前凸部分部分占院落宽度的三分之一，三面均为精美的浮雕。
正殿面阔三间，进深六椽，悬山顶，前檐设廊，廊深二椽，前檐柱头斗栱四朵，四铺作单下昂，补间斗栱三朵，为清代所加。殿内梁架结构为四椽栿对前乳栿通檐用四柱。
大殿内尚存明代嵌壁石一方，清代嵌壁石二方，明万历年间石质供桌三张。

## 保护
2006年5月25日，夏禹神祠公布为第六批全国重点文物保护单位，古建筑类，时代为金，编号6-413。